# Serrasalmus neveriensis
El Caribe del Tuy y Neverí Serrasalmus neveriensis o también denominado Caribe del Tuy y Neverí, piraña de los ríos Tuy y Neverí, Neveri. Especie endémica restringida a la vertiente del Caribe de la cordillera de la Costa venezolana, es la única especie del género que habita en dicha región. Presente en el estado Anzoátegui, en la cuenca del río Neverí, su localidad típica es el río Querecual, Anzoátegui y tributario del Neverí estado Sucre, cuyo curso de agua es de apenas 40 km.
En el estado Miranda, Venezuela se le reporta en las cuencas del río Tuy, específicamente en río Cuira, río Tuy y laguna de Tacarigua. Generalmente habita en secciones cerradas de agua. El Libro Rojo de la Fauna Venezolana, categoriza esta especie En Peligro.

## Morfología

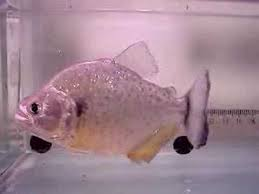

Pez carnívoro de talla mediana que mide hasta 20 cm de longitud estándar. Su cuerpo es profundo, con forma de  rombo  comprimido, la cabeza es robusta y ancha, y el hocico largo. Posee escamas numerosas y pequeñas. El cuerpo es generalmente plateado con pocas manchas oscuras grandes, principalmente dispuestas por encima de la línea lateral. La región ventral es amarilla con anaranjado metálico en individuos adultos. Iris amarillo y la cola tiene una banda negra terminal. 

## Situación
La especie se encuentra seriamente amenazada en la cuenca del río Neverí, cuyo curso discurre por los estados de Sucre y Estado Anzoátegui, Venezuela. Mientras que en la del en Miranda en el río Tuy y el Guapo, las poblaciones están en mejores condiciones, pues les favorecen las características lénticas de los embalses
Se desconoce su tamaño poblacional en áreas naturales, aunque se ha llegado a un  estimado. No obstante, en los estudios de la represa fue la piraña más abundante y de mayor frecuencia de aparición en los muestreos, puesto que se colectó en siete de las ocho localidades muestreadas. Se consiguió en todos los hábitats donde se  acumula agua por construcciones y humedales adyacentes del rio Guapo. Es apreciada como recurso alimenticio siendo objeto de una importante demanda por parte de los pobladores locales.

## Amenazas
En Venezuela, su principal amenaza es la destrucción del hábitat, que ocurre principalmente por el crecimiento urbano, agrícola e industrial en sus áreas de distribución (cuencas del Neverí y río Tuy, Tacarigua y áreas continentales cercanas). Las investigaciones sobre el río Neverí reportan una intensa contaminación por aguas servidas, desechos sólidos, hidrocarburos y metales, que ha ocasionado, entre otros problemas, altos niveles de sedimentación, desarrollo de capas de maleza acuática conocida como bora,y acumulación progresiva de materia orgánica en el ambiente, los cuales han deteriorado de forma alarmante la primordial cuenca productora de agua del nororiente venezolano.

## Conservación
En Venezuela, no existen medidas específicas para la protección del Caribe del Tuy.  El río  Guapo constituye un área bajo régimen de administración especial, donde están restringidas las actividades que puedan alterar las condiciones ambientales de la represa y sus adyacencias, lo cual representa una medida de resguardo para su hábitat.
Diversos afluentes  se encuentran bajo la protección de los linderos del parque nacional Laguna de Tacarigua, ubicado en el estado Miranda, Venezuela. Sin embargo, la eficacia de este decreto sobre las áreas en cuestión no es muy alta.  Se recomienda llevar a cabo investigaciones que ayuden a determinar con precisión su distribución y abundancia, como paso previo al diseño de un programa de conservación detallado.